# Агрометеорология
Агрометеорология — раздел метеорологии, изучающий влияние погоды на сельское хозяйство.
Она имеет дело со сложной системой, включающей в себя почву, растения, атмосферу, варианты управления сельским хозяйством и другие, которые динамически взаимодействуют в различных пространственных и временных масштабах. В частности, необходимо хорошо понять систему «почва-растение-атмосфера», полностью совместимую между собой, с тем чтобы разработать разумные оперативные прикладные программы или рекомендации для заинтересованных сторон. По этим причинам необходим всесторонний анализ причинно-следственных связей и принципов, описывающих влияние состояния атмосферы, растений и почвы на различные аспекты сельскохозяйственного производства, а также характер и важность обратной связи между этими элементами системы.

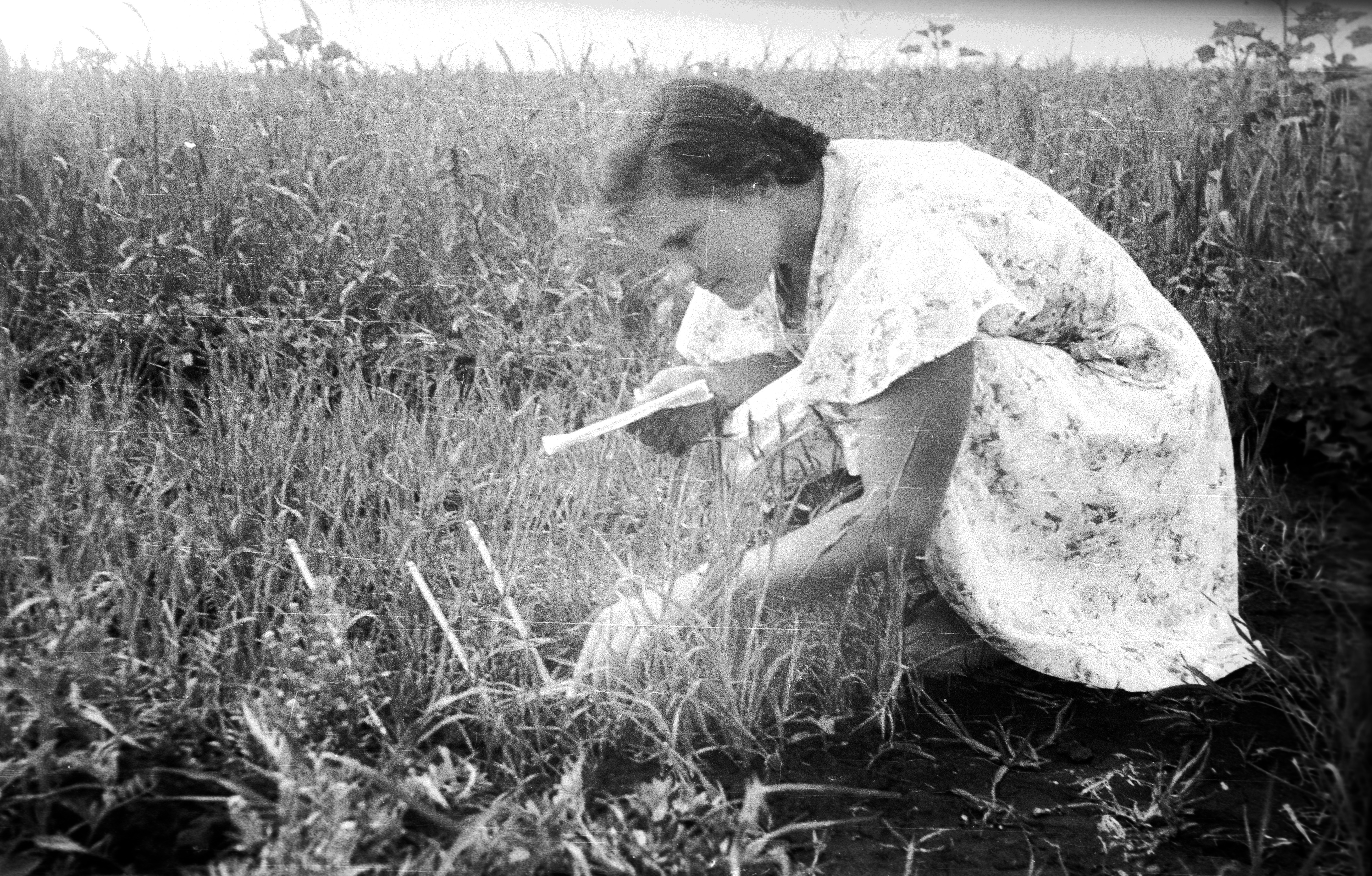
Изучение влияния погоды на состояние развития сельскохозяйственных растений.

Поэтому в агрометеорологических методах используются информация и данные различных ключевых наук, таких как физика и химия почвы, гидрология, метеорология, физиология и фенология растений и животных, агрономия и другие. Наблюдаемая информация часто объединяется в более или менее сложные модели, сосредоточенные на различных компонентах частей системы, таких как баланс массы (то есть углерод почвы, питательные вещества и вода), производство биомассы, рост и урожайность сельскохозяйственных культур и фенология сельскохозяйственных культур или вредителей, с целью обнаружения чувствительности или потенциальной реакции системы почва-биосфера-атмосфера.
Однако применение моделей всё еще сопряжено со многими неопределенностями, что требует дальнейшего совершенствования описания системных процессов. Повышение качества оперативного применения в различных масштабах (мониторинг, прогнозирование, предупреждение, рекомендации и т. д.) имеет решающее значение для заинтересованных сторон. Например, новые методы пространственного применения включают ГИС и дистанционное зондирование для представления и генерирования пространственных данных.